# Bill Erwin
William Lindsey "Bill" Erwin (Honey Grove, 2 de dezembro de 1914 - Studio City, 29 de dezembro de 2010) foi um ator americano.

## Filmografia
| Filme | Filme                                                 | Filme         |
| Ano   | Titulo                                                | Nota          |
| ----- | ----------------------------------------------------- | ------------- |
| 1941  | Always Tomorrow: The Portrait of an American Business | Sem crédito   |
| 1941  | You're in the Army Now                                | Sem crédito   |
| 1948  | The Velvet Touch                                      |               |
| 1949  | Easy Living                                           | Sem crédito   |
| 1949  | Battleground                                          | Sem crédito   |
| 1951  | Double Dynamite                                       | Sem crédito   |
| 1952  | Holiday for Sinners                                   | Sem crédito   |
| 1956  | Man from Del Rio                                      | Sem crédito   |
| 1957  | The Night Runner                                      |               |
| 1957  | The Shadow on the Window                              | Sem crédito   |
| 1957  | House of Numbers                                      | Sem crédito   |
| 1957  | Jet Pilot                                             | Sem crédito   |
| 1957  | Witness for the Prosecution                           | Sem crédito   |
| 1958  | Gun Fever                                             |               |
| 1958  | The Cry Baby Killer                                   |               |
| 1958  | The Buccaneer                                         | Sem crédito   |
| 1962  | Rome Adventure                                        | Sem crédito   |
| 1962  | Terror at Black Falls                                 |               |
| 1963  | Under the Yum Yum Tree                                | Sem crédito   |
| 1964  | The Brass Bottle                                      | Sem crédito   |
| 1968  | Counterpoint                                          | Sem crédito   |
| 1970  | The Christine Jorgensen Story                         |               |
| 1974  | Candy Stripe Nurses                                   |               |
| 1977  | Sixth and Main                                        |               |
| 1980  | Somewhere in Time                                     |               |
| 1981  | Dream On!                                             |               |
| 1983  | Ghost Dancing                                         | Filme para TV |
| 1984  | Invitation to Hell                                    | Filme para TV |
| 1984  | The Bear                                              |               |
| 1986  | Stewardess School                                     |               |
| 1987  | Planes, Trains and Automobiles                        |               |
| 1988  | She's Having a Baby                                   |               |
| 1988  | Silent Assassins                                      |               |
| 1988  | The Land Before Time                                  | Voz           |
| 1988  | A Place to Hide                                       |               |
| 1990  | Home Alone                                            |               |
| 1990  | The Willies                                           |               |
| 1990  | The Color of Evening                                  |               |
| 1991  | Night of the Warrior                                  |               |
| 1991  | The Entertainers                                      |               |
| 1992  | Unbecoming Age                                        |               |
| 1993  | Dennis the Menace                                     |               |
| 1994  | Naked Gun 33⅓: The Final Insult                       |               |
| 1995  | Things to Do in Denver When You're Dead               |               |
| 1997  | Menno's Mind                                          |               |
| 1998  | Chairman of the Board                                 |               |
| 1998  | Art House                                             |               |
| 1999  | Forces of Nature                                      |               |
| 1999  | Inferno                                               |               |
| 2000  | Stanley's Gig                                         |               |
| 2000  | Down 'n Dirty                                         |               |
| 2001  | Cahoots                                               |               |
| 2001  | A Crack in the Floor                                  |               |